# Federação Alagoana de Futsal
La Federação Alagoana de Futsal (conosciuta con l'acronimo di FAFS) è un organismo brasiliano che amministra il calcio a 5 nella versione FIFA per lo stato dell'Alagoas.
Fondata il 21 gennaio 1980, la FAFS ha sede nel capoluogo Maceió ed ha come presidente Mario Luis Moraes Guerra. La sua selezione non ha mai vinto il Brasileiro de Seleções de Futsal, e non è mai giunta sul podio della medesima competizione.